# Euploea neptis
Euploea neptis är en fjärilsart som beskrevs av Johannes Karl Max Röber 1891. Euploea neptis ingår i släktet Euploea och familjen praktfjärilar. Inga underarter finns listade i Catalogue of Life.